# Roze Meifeest
Het Roze Meifeest was van 2002 tot 2017 een jaarlijks evenement voor lesbische vrouwen, homoseksuele mannen, biseksuelen en transgenders (lhbt'ers) dat op de laatste zaterdag van mei in Nijmegen plaatsvond. Het Roze Meifeest was de voortzetting van de Nijmeegse Potten en Flikkersdag (NPFD), die al sinds eind jaren zeventig in deze stad gehouden werd.
Het Roze Meifeest vond plaats in de Grotestraat, waar rondom de homobars feestelijke optredens waren en een informatiemarkt waarop LHBT-organisaties zoals DITO!, COC Nijmegen en het Roze ANBO zich presenteerden. Deze dag vormde de afsluiting van de Roze Meimaand, die begon met een kranslegging op 4 mei, gevolgd door een bevrijdingsfestival op 5 mei en vervolgens uiteenlopende activiteiten voor en door lhbt'ers omvatte, zoals feesten, workshops, een stadswandeling en een roze kerkdienst.
Sinds 2009 is er in Nijmegen ook een Roze Week, die rond de Internationale Dag tegen Homofobie en Transfobie op 16 mei door lhbt-jongerenorganisatie DITO! wordt georganiseerd op de campus van de Radboud Universiteit en de Hogeschool Arnhem Nijmegen (HAN).

## Geschiedenis
Eind jaren zeventig werd in Nijmegen voor het eerst een "Potten, Biseksuelen en Flikkerdag" gehouden, later omgedoopt tot Nijmeegse Potten en Flikker(s)dag (NPFD), waarbij geheel in de geest van die tijd de scheldwoorden pot en flikker als geuzennaam werden gebruikt. De toevoeging "Nijmeegse" onderscheidde dit evenement van de Roze Zaterdag, die in de jaren tachtig ook nog wel (nationale c.q. internationale) Potten- en Flikkerdag werd genoemd.
Voor de continuiteit van de organisatie werd in 1988 door enkele vrijwilligers uit de begintijd de stichting NPFD opgericht. In 1999 werd het oorspronkelijk eendaagse evenement uitgebreid tot twee weken zodat er ook ruimte kwam voor activiteiten van andere homo- en lesbische groepen. Hierdoor dekte de oude naam de lading niet meer en bovendien werden de termen 'potten' en 'flikkers' niet meer als aantrekkelijk ervaren. Daarom werd met ingang van 2002 de naam veranderd in Roze Meifeest(en).
In 2006 moest de stichting NPFD door persoonlijke omstandigheden de organisatie van het Roze Meifeest staken, waardoor het evenement dat jaar niet door kon gaan. Door het lhbt-centrum Villa Lila en homojongerenorganisatie DITO! werd toen de stichting Gay Festival Nijmegen opgericht om niet alleen het Roze Meifeest voort te zetten, maar ook de organisatie van de Roze Woensdag te coördineren. Bovendien wilde men met de nieuwe stichting Nijmegen als de tweede homostad van Nederland op de kaart zetten.
Door de grote hitte werd in 2006 de hele Vierdaagse en dus ook de Roze Woensdag afgelast en kon de stichting Gay Festival Nijmegen niets ten uitvoer brengen. De organisatie van de Roze Woensdag werd in 2007 overgenomen door de stichting Roze Woensdag, die van de Roze Meimaand en het Roze Meifeest door de stichting Roze Meifeest. In de volgende jaren nam homocafé Mets in de Grotestraat de praktische organisatie van het Roze Meifeest op zich. De sluiting van dit café in 2017 betekende tegelijk het einde van het Roze Meifeest.